# Atractus taphorni
Atractus taphorni là một loài rắn trong họ Colubridae. Loài này được Schargel & García-Pérez mô tả khoa học đầu tiên năm 2002.